# Королівські сили захисту Антигуа і Барбуди
Сили захисту Антигуа і Барбуди — це збройні сили Антигуа і Барбуди. Виконують наступні функції: внутрішня безпека, запобігання контрабанді наркотиків та забрудненню морських ресурсів, захист та підтримка риболовних прав, пошук та порятунок, надання допомоги під час стихійних лих, підтримка державних програм, основних служб та поліції, церемоніальні обов'язки.